# Blair, Nebraska
Blair är administrativ huvudort i Washington County i Nebraska. Orten har fått sitt namn efter järnvägsmagnaten John Insley Blair. Enligt 2020 års folkräkning hade Blair 7 790 invånare.